# Rensga Hits! (trilha sonora)
A discografia de Rensga Hits!, uma série brasileira consiste em 2 extended play (EP), 4 singles e 3 vídeos musicais.  

### Trilha sonora
| N.º            | Título                          | Música                               | Personagem                | Duração |  |
| 1.             | "De Novo Não"                   | Alice Wegmann                        | Raíssa                    | 2:58    |  |
| 2.             | "Coragem"                       | Alice Wegmann e Alejandro Claveaux   | Raíssa e Deivid Cafajeste | 2:47    |  |
| 3.             | "Disfarce"                      | Lorena Comparato e Mouhamed Harfouch | Gláucia e Isaís           | 2:58    |  |
| 4.             | "Desatola Bandida"              | Alice Wegmann                        | Raíssa                    | 2:42    |  |
| 5.             | "Pássaro Sem Ninho"             | Alice Wegmann e Lorena Comparato     | Raíssa e Gláucia          | 3:51    |  |
| 6.             | "Nota 100 (Tudo Bem, Acontece)" | Alice Wegmann e Lorena Comparato     | Raíssa e Gláucia          | 2:36    |  |
| 7.             | "Doidera na Banheira"           | Alejandro Claveaux                   | Deivid Cafajeste          | 3:16    |  |
| 8.             | "Partiu Paraíso"                | Jeniffer Dias e Sidney Santiago      | Thamyres e Theo           | 2:15    |  |
| 9.             | "Réu Primário"                  | Maurício Destri                      | Enzzo Gabriel             | 2:55    |  |
| 10.            | "Tempo Esgotado"                | Alejandro Claveaux                   | Deivid Cafajeste          | 2:47    |  |
| Duração total: | Duração total:                  | Duração total:                       | Duração total:            | 29:10   |  |

| N.º            | Título                           | Música                           | Personagem                      | Duração |  |
| 1.             | "Detox de Macho"                 | Alice Wegmann e Lorena Comparato | Raíssa e Gláucia                | 2:49    |  |
| 2.             | "Tudo em Casa (Versão Espanhol)" | Alejandro Claveaux               | Deivid Cafajeste                | 2:56    |  |
| 3.             | "Tudo em Casa"                   | Alejandro Claveaux               | Deivid Cafajeste                | 2:56    |  |
| 4.             | "Vingadora"                      | Jeniffer Dias                    | Thamyres                        |         |  |
| 5.             | "No Sigilo"                      | Alice Wegmann e Lorena Comparato | Raíssa e Gláucia                |         |  |
| 6.             | "Identidade"                     | Deborah Secco e Fabiana Karla    | Marlene e Helena (As Goianiras) |         |  |
| 7.             | "Mulher Ideal"                   | Maurício Destri e Júlia Gomes    | Enzzo e Luane                   |         |  |
| 8.             | "De Frente pro Mar"              | Jeniffer Dias e Jean Pedro       | Thamyres e Nenê                 |         |  |
| 9.             | "Raiz"                           | Alice Wegmann                    | Raíssa                          |         |  |
| Duração total: | Duração total:                   | Duração total:                   | Duração total:                  | 29:10   |  |

1. ↑  Web (11 de agosto de 2021). «Deborah Secco e Fabiana Karla vão agenciar sertanejas em série do Globoplay». Noticias de TV. Consultado em 11 de agosto de 2021
2. ↑  «'Rensga Hits!' vem aí, no Globoplay». Globo Imprensa. 25 de julho de 2022. Consultado em 25 de julho de 2022